# Američka brusnica
Američka brusnica (velikoplodna cretna borovnica, krupnoplodna brusnica, američka mahovnica, lat. Vaccinium macrocarpon) je vazdazeleni puzeći grm endemičan istočnim državama Sjeverne Amerike. Zbog svojih velikih i ukusnih bobica postala je jedna od kutiviranijih vrsta u rodu borovnica. 
Puzeći grmić razvija tanke izdanke i maleno zimzeleno lišće. Plodovi su okruglasti i žućkastocrveni; imaju čvrsto meso i kiseli ukus. Najpoznatije sorte su Pilgrim, Stevens, Ben Lear i Thunderlake.
Biljka je ljekovita. U sjevernoj Americi se još od 1760. godine uzgaja plantažno.
- V. macrocarpon
- V. macrocarpon
- V. macrocarpon
- V. macrocarpon

## Vanjske poveznice
- Vaccinium macrocarpon
- Missouri Botzanical Garden

|  | Zajednički poslužitelj ima još gradiva o temi Vaccinium macrocarpon |
|  | Wikivrste imaju podatke o taksonu Vaccinium macrocarpon             |